# Luzon-Baumratten
Die Luzon-Baumratten (Carpomys) sind eine Nagetiergattung aus der Gruppe der Altweltmäuse (Murinae). Die Gattung umfasst zwei rezente Arten und ein subfossile Art.

## Allgemeines
Luzon-Baumratten erreichen eine Kopfrumpflänge von 18 bis 20 Zentimetern, hinzu kommt noch ein 16 bis 21 Zentimeter langer Schwanz. Das Fell ist weich und dicht, es ist an der Oberseite bräunlich und an der Unterseite weißlich-gelb. Die breiten Hinterfüße sind eine Anpassung an die baumbewohnende Lebensweise.
Diese Nagetiere leben auf der Philippinen-Insel Luzon, ihr Lebensraum sind dicht bewaldete Bergländer in 2100 bis 2400 Meter Höhe. Sie sind Baumbewohner, ansonsten ist über ihre Lebensweise kaum etwas bekannt.

## Systematik
Die Luzon-Baumratten sind Teil der Phloeomys-Gruppe, einer urtümlichen, auf den Philippinen lebender Radiation der Altweltmäuse.
Es gibt zwei rezente Arten:
- Die Schwarzschwanz-Luzon-Baumratte (Carpomys melanurus) ist durch den schwarzen Schwanz charakterisiert. Sie lebt in der Region um den Mount Pulag im Norden Luzons.
- Die Braunschwanz-Luzon-Baumratte (Carpomys phaeurus) hat einen bräunlichen Schwanz und lebt im Norden Luzons.

C. phaeurus ist laut IUCN nicht gefährdet, für C. melanurus liegen zu wenig Daten vor.
2021 wurde die ausgestorbene Art Carpomys dakal beschrieben, die bis vor 2000 Jahren auf der Insel Luzon vorkam.